# The Kelly Family/Auszeichnungen für Musikverkäufe

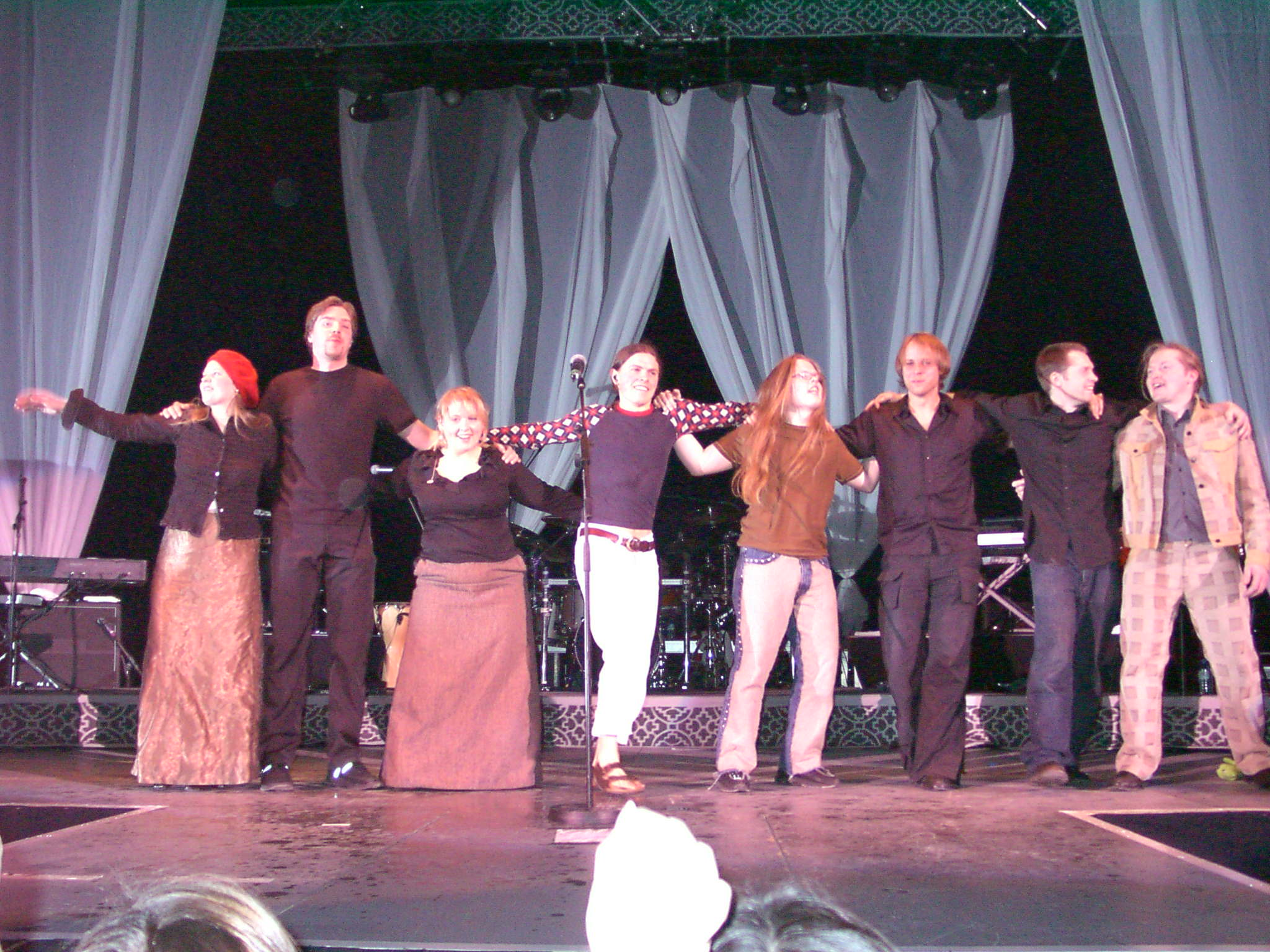
The Kelly Family (2002)

Dies ist eine Übersicht über die Auszeichnungen für Musikverkäufe der irisch-US-amerikanischen Pop-Rock-Band The Kelly Family. Die Auszeichnungen finden sich nach ihrer Art (Gold, Platin usw.), nach Staaten getrennt in chronologischer Reihenfolge, geordnet sowie nach den Tonträgern selbst, ebenfalls in chronologischer Reihenfolge, getrennt nach Medium (Alben, Singles usw.), wieder.

## Auszeichnungen
| - Belgien - 1998: für das Album Growin’ Up - Dänemark - 1995: für das Album Over the Hump - Deutschland - 1994: für das Album Christmas for All - 1996: für das Album Festliche Stunden bei der Kelly Family - 1996: für das Album Lieder der Welt - 1996: für das Album Meisterstücke - 2018: für das Videoalbum We Got Love: Live - 2023: für das Album 25 Years Later - Japan - 1994: für die Single An Angel - Niederlande - 1980: für das Album Songs of the World - 1980: für die Single Who’ll Come with Me (David’s Song) - 1995: für das Album Over the Hump - Österreich - 1996: für die Single I Can’t Help Myself (I Love You, I Want You) - 1997: für das Album Growin’ Up - 2018: für das Album We Got Love - Polen - 1997: für das Album Christmas for All - 1997: für das Album Growin’ Up - 1999: für die Single I Can’t Help Myself (I Love You, I Want You) - Schweiz - 1996: für die Single I Can’t Help Myself (I Love You, I Want You) - 2018: für das Album We Got Love | - Australien - 1982: für das Album Songs of the World - Deutschland - 1995: für das Videoalbum Live at Loreley - 1995: für das Videoalbum Searching for the Magic Golden Harp - 1997: für die Single I Can’t Help Myself (I Love You, I Want You) - Europa - 1998: für das Album Almost Heaven - Neuseeland - 1980: für das Album Songs of the World - Niederlande - 1997: für das Album Almost Heaven - Norwegen - 1996: für das Album Almost Heaven - Österreich - 1995: für das Album Christmas for All - 1995: für die Single An Angel - Polen - 2021: für die Single An Angel - Schweiz - 1995: für das Album Christmas for All - 1997: für das Album Growin’ Up - Spanien - 1996: für das Album Over the Hump - 1997: für das Album Almost Heaven - Deutschland - 1995: für die Single An Angel | - Deutschland - 1997: für das Album Almost Heaven - Europa - 1995: für das Album Over the Hump - Norwegen - 1996: für die Single I Can’t Help Myself (I Love You, I Want You) - Österreich - 1996: für das Album Almost Heaven - Polen - 1997: für das Album Almost Heaven - Schweiz - 1995: für das Album Over the Hump (Dino Music) - 1996: für das Album Almost Heaven - Deutschland - 1995: für das Videoalbum Tough Road Vol. 1 - 2018: für das Album We Got Love - Deutschland - 1995: für das Videoalbum Tough Road Vol. 2 - Österreich - 1995: für das Album Over the Hump - Polen - 1997: für das Album Over the Hump - Schweiz - 1995: für das Album Over the Hump (Kel-Life) - Deutschland - 1995: für das Album Over the Hump |

## Auszeichnungen nach Alben

### 25 Years Later
| Land/Region        | Auszeichnungen für Musikverkäufe (Land/Region, Auszeichnung, Verkäufe) | Verkäufe |
| ------------------ | ---------------------------------------------------------------------- | -------- |
| Deutschland (BVMI) | Gold                                                                   | 100.000  |
| Insgesamt          | 1× Gold ·                                                              | 100.000  |

### Almost Heaven
| Land/Region          | Auszeichnungen für Musikverkäufe (Land/Region, Auszeichnung, Verkäufe) | Verkäufe    |
| -------------------- | ---------------------------------------------------------------------- | ----------- |
| Deutschland (BVMI)   | 2× Platin                                                              | 1.000.000   |
| Europa (IFPI)        | Platin                                                                 | (1.000.000) |
| Niederlande (NVPI)   | Platin                                                                 | 100.000     |
| Norwegen (IFPI)      | Platin                                                                 | 50.000      |
| Österreich (IFPI)    | 2× Platin                                                              | 100.000     |
| Polen (ZPAV)         | 2× Platin                                                              | 200.000     |
| Schweiz (IFPI)       | 2× Platin                                                              | 100.000     |
| Spanien (Promusicae) | Platin                                                                 | 100.000     |
| Insgesamt            | 12× Platin ·                                                           | 1.650.000   |

### Christmas for All
| Land/Region        | Auszeichnungen für Musikverkäufe (Land/Region, Auszeichnung, Verkäufe) | Verkäufe |
| ------------------ | ---------------------------------------------------------------------- | -------- |
| Deutschland (BVMI) | Gold                                                                   | 250.000  |
| Österreich (IFPI)  | Platin                                                                 | 50.000   |
| Polen (ZPAV)       | Gold                                                                   | 50.000   |
| Schweiz (IFPI)     | Platin                                                                 | 50.000   |
| Insgesamt          | 2× Gold · 2× Platin ·                                                  | 400.000  |

### Festliche Stunden bei der Kelly Family
| Land/Region        | Auszeichnungen für Musikverkäufe (Land/Region, Auszeichnung, Verkäufe) | Verkäufe |
| ------------------ | ---------------------------------------------------------------------- | -------- |
| Deutschland (BVMI) | Gold                                                                   | 250.000  |
| Insgesamt          | 1× Gold ·                                                              | 250.000  |

### Growin’ Up
| Land/Region       | Auszeichnungen für Musikverkäufe (Land/Region, Auszeichnung, Verkäufe) | Verkäufe |
| ----------------- | ---------------------------------------------------------------------- | -------- |
| Belgien (BRMA)    | Gold                                                                   | 25.000   |
| Österreich (IFPI) | Gold                                                                   | 25.000   |
| Polen (ZPAV)      | Gold                                                                   | 50.000   |
| Schweiz (IFPI)    | Platin                                                                 | 50.000   |
| Insgesamt         | 3× Gold · 1× Platin ·                                                  | 150.000  |

### Lieder der Welt / Songs of the World
| Land/Region        | Auszeichnungen für Musikverkäufe (Land/Region, Auszeichnung, Verkäufe) | Verkäufe |
| ------------------ | ---------------------------------------------------------------------- | -------- |
| Australien (ARIA)  | Platin                                                                 | 50.000   |
| Deutschland (BVMI) | Gold                                                                   | 250.000  |
| Neuseeland (RMNZ)  | Platin                                                                 | 15.000   |
| Niederlande (NVPI) | Gold                                                                   | 50.000   |
| Insgesamt          | 2× Gold · 2× Platin ·                                                  | 365.000  |

### Meisterstücke
| Land/Region        | Auszeichnungen für Musikverkäufe (Land/Region, Auszeichnung, Verkäufe) | Verkäufe |
| ------------------ | ---------------------------------------------------------------------- | -------- |
| Deutschland (BVMI) | Gold                                                                   | 250.000  |
| Insgesamt          | 1× Gold ·                                                              | 250.000  |

### Over the Hump
| Land/Region          | Auszeichnungen für Musikverkäufe (Land/Region, Auszeichnung, Verkäufe) | Verkäufe    |
| -------------------- | ---------------------------------------------------------------------- | ----------- |
| Dänemark (IFPI)      | Gold                                                                   | (25.000)    |
| Deutschland (BVMI)   | 9× Gold                                                                | (3.000.000) |
| Europa (IFPI)        | 2× Platin                                                              | 4.000.000   |
| Niederlande (NVPI)   | Gold                                                                   | (50.000)    |
| Österreich (IFPI)    | 3× Platin                                                              | (150.000)   |
| Polen (ZPAV)         | 3× Platin                                                              | (300.000)   |
| Schweiz (IFPI)       | 3× Platin (Kel-Life) + · 2× Platin (Dino Music)                        | (250.000)   |
| Spanien (Promusicae) | Platin                                                                 | (100.000)   |
| Insgesamt            | 3× Gold · 18× Platin ·                                                 | 4.000.000   |

### We Got Love
| Land/Region        | Auszeichnungen für Musikverkäufe (Land/Region, Auszeichnung, Verkäufe) | Verkäufe |
| ------------------ | ---------------------------------------------------------------------- | -------- |
| Deutschland (BVMI) | 5× Gold                                                                | 500.000  |
| Österreich (IFPI)  | Gold                                                                   | 7.500    |
| Schweiz (IFPI)     | Gold                                                                   | 10.000   |
| Insgesamt          | 3× Gold · 2× Platin ·                                                  | 517.500  |

## Auszeichnungen nach Singles

### An Angel
| Land/Region        | Auszeichnungen für Musikverkäufe (Land/Region, Auszeichnung, Verkäufe) | Verkäufe |
| ------------------ | ---------------------------------------------------------------------- | -------- |
| Deutschland (BVMI) | 3× Gold                                                                | 800.000  |
| Japan (RIAJ)       | Gold                                                                   | 50.000   |
| Österreich (IFPI)  | Platin                                                                 | 50.000   |
| Polen (ZPAV)       | Platin                                                                 | 50.000   |
| Insgesamt          | 2× Gold · 3× Platin ·                                                  | 950.000  |

### I Can’t Help Myself (I Love You, I Want You)
| Land/Region        | Auszeichnungen für Musikverkäufe (Land/Region, Auszeichnung, Verkäufe) | Verkäufe |
| ------------------ | ---------------------------------------------------------------------- | -------- |
| Deutschland (BVMI) | Platin                                                                 | 500.000  |
| Norwegen (IFPI)    | 2× Platin                                                              | 40.000   |
| Österreich (IFPI)  | Gold                                                                   | 25.000   |
| Polen (ZPAV)       | Gold                                                                   | 10.000   |
| Schweiz (IFPI)     | Gold                                                                   | 25.000   |
| Insgesamt          | 3× Gold · 3× Platin ·                                                  | 600.000  |

### Who’ll Come with Me (David’s Song)
| Land/Region        | Auszeichnungen für Musikverkäufe (Land/Region, Auszeichnung, Verkäufe) | Verkäufe |
| ------------------ | ---------------------------------------------------------------------- | -------- |
| Niederlande (NVPI) | Gold                                                                   | 50.000   |
| Insgesamt          | 1× Gold ·                                                              | 50.000   |

## Auszeichnungen nach Videoalben

### Live at Loreley
| Land/Region        | Auszeichnungen für Musikverkäufe (Land/Region, Auszeichnung, Verkäufe) | Verkäufe |
| ------------------ | ---------------------------------------------------------------------- | -------- |
| Deutschland (BVMI) | Platin                                                                 | 50.000   |
| Insgesamt          | 1× Platin ·                                                            | 50.000   |

### Searching for the Magic Golden Harp
| Land/Region        | Auszeichnungen für Musikverkäufe (Land/Region, Auszeichnung, Verkäufe) | Verkäufe |
| ------------------ | ---------------------------------------------------------------------- | -------- |
| Deutschland (BVMI) | Platin                                                                 | 50.000   |
| Insgesamt          | 1× Platin ·                                                            | 50.000   |

### Tough Road Vol. 1
| Land/Region        | Auszeichnungen für Musikverkäufe (Land/Region, Auszeichnung, Verkäufe) | Verkäufe |
| ------------------ | ---------------------------------------------------------------------- | -------- |
| Deutschland (BVMI) | 5× Gold                                                                | 125.000  |
| Insgesamt          | 1× Gold · 2× Platin ·                                                  | 125.000  |

### Tough Road Vol. 2
| Land/Region        | Auszeichnungen für Musikverkäufe (Land/Region, Auszeichnung, Verkäufe) | Verkäufe |
| ------------------ | ---------------------------------------------------------------------- | -------- |
| Deutschland (BVMI) | 3× Platin                                                              | 150.000  |
| Insgesamt          | 3× Platin ·                                                            | 150.000  |

### We Got Love: Live
| Land/Region        | Auszeichnungen für Musikverkäufe (Land/Region, Auszeichnung, Verkäufe) | Verkäufe |
| ------------------ | ---------------------------------------------------------------------- | -------- |
| Deutschland (BVMI) | Gold                                                                   | 25.000   |
| Insgesamt          | 1× Gold ·                                                              | 25.000   |

## Statistik und Quellen
| Land/RegionAuszeichnungen für Musikverkäufe (Land/Region, Auszeichnungen, Verkäufe, Quellen) | Gold       | Platin       | Verkäufe    | Quellen                                                    |
| -------------------------------------------------------------------------------------------- | ---------- | ------------ | ----------- | ---------------------------------------------------------- |
| Australien (ARIA)                                                                            | —          | Platin1      | 50.000      | Einzelnachweise                                            |
| Belgien (BRMA)                                                                               | Gold1      | —            | 25.000      | ultratop.be                                                |
| Dänemark (IFPI)                                                                              | Gold1      | —            | 25.000      | Einzelnachweise                                            |
| Deutschland (BVMI)                                                                           | 10× Gold10 | 17× Platin17 | 7.300.000   | musikindustrie.de                                          |
| Europa (IFPI)                                                                                | —          | 3× Platin3   | (5.000.000) | ifpi.org (Memento vom 1. Januar 2014 im Internet Archive)  |
| Japan (RIAJ)                                                                                 | Gold1      | —            | 50.000      | Einzelnachweise                                            |
| Neuseeland (RMNZ)                                                                            | —          | Platin1      | 15.000      | Einzelnachweise                                            |
| Niederlande (NVPI)                                                                           | 3× Gold3   | Platin1      | 250.000     | nvpi.nl                                                    |
| Norwegen (IFPI)                                                                              | —          | 3× Platin3   | 90.000      | ifpi.no (Memento vom 5. November 2012 im Internet Archive) |
| Österreich (IFPI)                                                                            | 3× Gold3   | 7× Platin7   | 407.500     | ifpi.at                                                    |
| Polen (ZPAV)                                                                                 | 3× Gold3   | 6× Platin6   | 660.000     | olis.pl                                                    |
| Schweiz (IFPI)                                                                               | 2× Gold2   | 9× Platin9   | 485.000     | hitparade.ch                                               |
| Spanien (Promusicae)                                                                         | —          | 2× Platin2   | 200.000     | elportaldemusica.es                                        |
| Insgesamt                                                                                    | 24× Gold24 | 50× Platin50 |             |                                                            |